# Kinta Arai
Kinta Arai (Ueda, Japón, 1878 - Ciudad de México, 1951) fue un diplomático japonés.

## Biografía
Nació en Ueda, Prefectura de Nagano, Japón en 1878. Diplomático con estudios hispanoamericanos. Doctorado en filosofía y derecho en la Universidad de Madrid (actualmente Universidad Complutense de Madrid). Colaboró en las misiones diplomáticas de Japón en México de 1909 a 1913 y de 1931 a 1949. Trató de salvar la vida de Madero al unirse al movimiento de Manuel Márquez Sterling, al saber de la promesa no cumplida, pide el rompimiento de relaciones de su país con el gobierno huertista. Publicó artículos sobre la Decena Trágica en el periódico El Universal y al terminar su periodo diplomático, decidió establecerse en México, donde aprendió a hablar náhuatl.
Murió en la Ciudad de México en 1951.

## Carrera diplomática
Realiza labores diplomáticas en diversos países de Sudamérica como Chile, Argentina y Perú en representación del gobierno japonés.
Llegó a México como Secretario de la Legación japonesa en México en 1909.
Al año siguiente se casa con Lucila Espinosa de los Monteros Naranjo (Veracruz, Ver. 1885 - México DF 1951) con quien procrea 6 hijos: Guillermo Tsune, Ana María Hisa, María del Rosario Sachi, Alberto Teruo (ver Alberto T Arai en Ciudad Universitaria (Universidad Nacional Autónoma de México)), Sumie de Lourdes y Jorge Takeo.
Durante la Decena Trágica respaldó al embajador cubano Manuel Márquez Sterling para salvar la vida del Presidente Francisco I. Madero derrocado a manos de los militares, el ministro de la legación japonesa Kumaichi Horiguchi defendió a la familia del presidente Madero para después emitir el salvoconducto con destino a Cuba.
Debido al incumplimiento del gobierno huertista de salvar las vidas del presidente Francisco I. Madero y del vicepresidente  José María Pino Suárez, se suspenden las relaciones diplomáticas. Debe mencionarse que las relaciones México-Japón han sido equitativas y de gran respeto desde 1888, por lo que no podía tolerarse la injerencia del embajador americano en dicho asunto (ver Pacto de la Embajada).
El Dr. Arai y el ministro Horiguchi son enviados a Brasil para hacerse cargo de la embajada japonesa. Posteriormente en 1916 el Dr Arai es enviado como Embajador a España.
En 1931 regresa a México como agregado cultural de su país, se retira en 1949 y decide establecerse definitivamente en México. Ingresa a la Facultad de Filosofía y Letras en la Universidad Autónoma de México como profesor de lengua y cultura japonesa. Aprendió a hablar náhuatl a los 65 años.
Editó artículos sobre la Decena Trágica en el periódico El Universal y escribió el libro Relaciones entre Japón y México de los Siglos XVI a XX.
Tuvo que separarse de la cátedra debido a la declaración de guerra del presidente Manuel Ávila Camacho a los japoneses durante la Segunda Guerra Mundial.
Falleció en 1951, al día siguiente del fallecimiento de su esposa Lucila.